# Piotr Bogutyn
Piotr Bogutyn (ur. 8 sierpnia 1986 w Krasnymstawie) – polski muzyk sesyjny, gitarzysta, aranżer, kompozytor i producent muzyczny. Współpracował z takimi artystami jak Romuald Lipko, Natalia Kukulska, Marcin Różycki, Tomasz Korpanty, Kayah, Kuba Badach, Artur Gadowski z zespołu IRA, Marek Stefankiewicz, Justyna Steczkowska, Siona Neale, Mieczysław Jurecki, Ania Karwan, Ewa Szlachcic, Izabela Trojanowska i Klara Jędrzejewska.

## Wczesne lata
Urodził się w Krasnymstawie a dorastał w Radzyniu Podlaskim. W 2005 ukończył Ogólnokształcącą Szkołę Muzyczną I i II stopnia im. Karola Lipińskiego w Lublinie. Studiował na wydziale jazzu i muzyki rozrywkowej na Uniwersytecie Marii Curie-Skłodowskiej. 

## Kariera
Od 2008 związał się z Lubelską Federacją Bardów, dzięki której poznał Marcina Różyckiego. W 2012 podjął współpracę z Tomaszem Momotem. Od 2014 jako gitarzysta sesyjny grał w zespole Marty „Martity” Butryn, pochodzącej z Lublina wokalistki, która była w drużynie Tomsona i Barona w 8. edycji The Voice of Poland (2017). 
W 2016 rozpoczął współpracę z Teatrem Starym w Lublinie. Po przeprowadzce do Warszawy, w 2018 podjął współpracę z Bardotka Trio, zespołem muzyki chrześcijańskiej Heaven Up (od początku istnienia zespołu - 2014 r.), Izabelą Trojanowską i Anią Karwan. 
28 czerwca 2019 jako gitarzysta związał się z Budką Suflera, wziął udział w nagraniu partii gitary w premierowym utworze „Gdyby jutra nie było” i „W kinie tak jest” oraz jesiennej trasie koncertowej Budki Suflera wraz z gościnnym udziałem Izabeli Trojanowskiej, Urszuli i Felicjana Andrzejczaka. W 2020 roku wziął udział w nagraniu płyt Budki Suflera „10 lat samotności” na której głównym wokalistą był Felicjan Andrzejczak oraz nagranym z wokalami Ireny Michalskiej, Jacka Kawalca i Roberta Żarczyńskiego  w 2023 roku albumie „Skaza”.